# PEC Zwolle '82 in het seizoen 1986/87
Het seizoen 1986/1987 was het 76e jaar in het bestaan van de Zwolse voetbalclub PEC Zwolle '82. De club kwam uit in de Eredivisie. Ook werd deelgenomen aan het toernooi om de KNVB beker.

## Wedstrijdstatistieken

### Eredivisie 1986/87
| 1e speelronde | Feyenoord                                                                                                 | 3 - 2 (1 - 0) | PEC Zwolle '82                                                                      | Opstelling PEC Zwolle '82: |
| 17 augustus 1986 Plaats: Rotterdam Stadion Feijenoord Toeschouwers: 14.345 Scheidsrechter: Bep Thomas                     | Mario Been (pen) 3' Lars Elstrup 48' Simon Tahamata 85'                                                   |               | 54' Aziz Doufikar 86' Alex Booy                                                     | Kamstra |
| 2e speelronde | PEC Zwolle '82                                                                                            | 2 - 4 (0 - 1) | FC Utrecht                                                                          | Opstelling PEC Zwolle '82: |
| 20 augustus 1986 Plaats: Zwolle Oosterenkstadion Toeschouwers: 3.000 Scheidsrechter: Chris van der Laar                   | Aziz Doufikar 51' Foeke Booy 90'                                                                          |               | 22' Peter van der Waart 49' John van Loen 62' John van Loen 89' Frans Adelaar       | |
| 3e speelronde | PEC Zwolle '82                                                                                            | 0 - 1 (0 - 0) | FC Den Bosch '67                                                                    | Opstelling PEC Zwolle '82: |
| 23 augustus 1986 Plaats: Zwolle Oosterenkstadion Toeschouwers: 2.000 Scheidsrechter: Jan Dolstra                          | |               | 57' Hendrie Krüzen                                                                  | |
| 4e speelronde | VVV | 1 - 1 (1 - 0) | PEC Zwolle '82                                                                      | Opstelling PEC Zwolle '82: |
| 27 augustus 1986 Plaats: Venlo Stadion De Koel Toeschouwers: 5.200 Scheidsrechter: Jef van Vliet                          | Frank Berghuis 36'                                                                                        |               | 70' Alex Kamstra                                                                    | A. Booy, Doufikar |
| 5e speelronde | PEC Zwolle '82                                                                                            | 2 - 1 (0 - 1) | FC Groningen                                                                        | Opstelling PEC Zwolle '82: |
| 30 augustus 1986 Plaats: Zwolle Oosterenkstadion Toeschouwers: 7.000 Scheidsrechter: Arie de Munnik                       | Foeke Booy 47' Henry Pelleboer 70'                                                                        |               | 11' René Eijkelkamp                                                                 | Raven, Leusink (46' Weggelaar), Van Buuren, Kamstra, Duim, A. Booy, Visscher, Doufikar, McNulty, F. Booy, Verschoor                             |
| 6e speelronde | FC Twente                                                                                                 | 2 - 2 (2 - 0) | PEC Zwolle '82                                                                      | Opstelling PEC Zwolle '82: |
| 3 september 1986 Plaats: Enschede Stadion Het Diekman Toeschouwers: 8.770 Scheidsrechter: John Blankenstein               | Ulrich Wilson 8' Ulrich Wilson 45'                                                                        |               | 48' Alex Booy 59' Aziz Doufikar                                                     | |
| 7e speelronde | Roda JC                                                                                                   | 2 - 5 (0 - 2) | PEC Zwolle '82                                                                      | Opstelling PEC Zwolle '82: |
| 7 september 1986 Plaats: Kerkrade Gemeentelijk Sportpark Kaalheide Toeschouwers: 5.000 Scheidsrechter: Henk van Ettekoven | Ernie Brandts 79' Ernie Brandts 89'                                                                       |               | 31' Henny Verschoor 35' Foeke Booy 46' Foeke Booy 57' Foeke Booy 68' Tony McNulty   | |
| 8e speelronde | PEC Zwolle '82                                                                                            | 4 - 0 (2 - 0) | FC Haarlem                                                                          | Opstelling PEC Zwolle '82: |
| 20 september 1986 Plaats: Zwolle Oosterenkstadion Toeschouwers: 5.000 Scheidsrechter: Bep Thomas                          | Alex Booy 14' Wilco van Buuren (pen) 23' Foeke Booy 77' Alex Booy 81'                                     |               |                                                                                     | |
| 9e speelronde | FC Den Haag                                                                                               | 2 - 2 (1 - 1) | PEC Zwolle '82                                                                      | Opstelling PEC Zwolle '82: |
| 28 september 1986 Plaats: Den Haag Zuiderparkstadion Toeschouwers: 6.500 Scheidsrechter: Jan Keizer                       | Tony Morley 29' Tony Morley 53'                                                                           |               | 44' Fred Leusink 49' Dean Wilkins                                                   | Kamstra |
| 10e speelronde | PEC Zwolle '82                                                                                            | 2 - 3 (1 - 1) | Excelsior                                                                           | Opstelling PEC Zwolle '82: |
| 4 oktober 1986 Plaats: Zwolle Oosterenkstadion Toeschouwers: 5.500 Scheidsrechter: Egbert Mulder                          | Wilco van Buuren 12' Henry Pelleboer 75'                                                                  |               | 9' Cees Schapendonk 55' Cees Schapendonk 63' Henk van Goozen                        | F. Booy Kamstra |
| 11e speelronde | PSV | 3 - 1 (2 - 0) | PEC Zwolle '82                                                                      | Opstelling PEC Zwolle '82: |
| 18 oktober 1986 Plaats: Eindhoven Philips Stadion Toeschouwers: 17.500 Scheidsrechter: Martin Bannet                      | Jurrie Koolhof 11' René van der Gijp 30' Ruud Gullit 84'                                                  |               | 90' Foeke Booy                                                                      | |
| 12e speelronde | PEC Zwolle '82                                                                                            | 1 - 1 (0 - 0) | Sparta                                                                              | Opstelling PEC Zwolle '82: |
| 25 oktober 1986 Plaats: Zwolle Oosterenkstadion Toeschouwers: 3.500 Scheidsrechter: Wim Egbertzen                         | Foeke Booy 72'                                                                                            |               | 80' Ronald Lengkeek                                                                 | |
| 13e speelronde | PEC Zwolle '82                                                                                            | 1 - 1 (1 - 0) | SC Veendam                                                                          | Opstelling PEC Zwolle '82: |
| 1 november 1986 Plaats: Zwolle Oosterenkstadion Toeschouwers: 4.000 Scheidsrechter: Hans Reygwart                         | Henny Verschoor 35'                                                                                       |               | 58' Alex Klompstra                                                                  | Raven, Van Buuren, Leusink, Kamstra, Duim, A. Booy, Wilkins, Doufikar (Van Ankeren), McNulty, F. Booy, Verschoor Van Buuren                     |
| 14e speelronde | Fortuna Sittard                                                                                           | 2 - 5 (0 - 1) | PEC Zwolle '82                                                                      | Opstelling PEC Zwolle '82: |
| 8 november 1986 Plaats: Sittard De Baandert Toeschouwers: 4.228 Scheidsrechter: Henk van Ettekoven                        | Frans Thijssen 70' Frans Thijssen 86'                                                                     |               | 26' Foeke Booy 47' Tony McNulty 73' Foeke Booy 75' Edwin van Ankeren 89' Foeke Booy | Leusink |
| 15e speelronde | PEC Zwolle '82                                                                                            | 0 - 1 (0 - 0) | Ajax                                                                                | Opstelling PEC Zwolle '82: |
| 22 november 1986 Plaats: Zwolle Oosterenkstadion Toeschouwers: 13.000 Scheidsrechter: Chris Verhoef                       | |               | 78' Marco van Basten                                                                | F. Booy |
| 16e speelronde | AZ | 1 - 3 (0 - 1) | PEC Zwolle '82                                                                      | Opstelling PEC Zwolle '82: |
| 30 november 1986 Plaats: Alkmaar Alkmaarderhout Toeschouwers: 2.000 Scheidsrechter: Chris van der Laar                    | Hans Visser 74'                                                                                           |               | 43' Aziz Doufikar 80' Foeke Booy 90' Foeke Booy                                     | Van Buuren |
| 17e speelronde | FC Utrecht                                                                                                | 3 - 2 (1 - 2) | PEC Zwolle '82                                                                      | Opstelling PEC Zwolle '82: |
| 7 december 1986 Plaats: Utrecht Stadion Galgenwaard Toeschouwers: 3.500 Scheidsrechter: Jan Dolstra                       | Erik Willaarts 10' Erik Willaarts 49' Erik Willaarts 62'                                                  |               | 28' Aziz Doufikar 31' Foeke Booy                                                    | McNulty |
| 18e speelronde | PEC Zwolle '82                                                                                            | 0 - 0         | Feyenoord                                                                           | Opstelling PEC Zwolle '82: |
| 13 december 1986 Plaats: Zwolle Oosterenkstadion Toeschouwers: 7.000 Scheidsrechter: Ignace van Swieten                   | |               |                                                                                     | |
| 19e speelronde | FC Den Bosch '67                                                                                          | 5 - 2 (1 - 1) | PEC Zwolle '82                                                                      | Opstelling PEC Zwolle '82: |
| 22 februari 1987 Plaats: 's-Hertogenbosch Stadion De Vliert Toeschouwers: 4.000 Scheidsrechter: Hans Reygwart             | Ruud Kaiser 12' Hans Gillhaus 52' Gijs Steinmann 55' Ruud Kaiser 79' Hans Gillhaus 88'                    |               | 40' Alex Booy 57' Henny Verschoor                                                   | |
| 20e speelronde | PEC Zwolle '82                                                                                            | 1 - 1 (0 - 0) | VVV                                                                                 | Opstelling PEC Zwolle '82: |
| 28 februari 1987 Plaats: Zwolle Oosterenkstadion Toeschouwers: 3.800 Scheidsrechter: Eltjo Bulthuis                       | Henny Verschoor 83'                                                                                       |               | 62' Jos Luhukay                                                                     | F. Booy, Yücedağ |
| 21e speelronde | PEC Zwolle '82                                                                                            | 0 - 1 (0 - 0) | FC Twente                                                                           | Opstelling PEC Zwolle '82: |
| 7 maart 1987 Plaats: Zwolle Oosterenkstadion Toeschouwers: 2.500 Scheidsrechter: Arie de Munnik                           | |               | 85' Eric Groeleken                                                                  | |
| 22e speelronde | Go Ahead Eagles                                                                                           | 0 - 3 (0 - 0) | PEC Zwolle '82                                                                      | Opstelling PEC Zwolle '82: |
| 29 maart 1987 Plaats: Deventer De Adelaarshorst Toeschouwers: 3.250 Scheidsrechter: Ignace van Swieten                    | | IJsselderby   | 46' Tjalling Dilling (e.d.) 47' Foeke Booy 68' Edwin van Ankeren                    | |
| 23e speelronde | PEC Zwolle '82                                                                                            | 0 - 1 (0 - 1) | Roda JC                                                                             | Opstelling PEC Zwolle '82: |
| 1 april 1987 Plaats: Zwolle Oosterenkstadion Toeschouwers: 3.000 Scheidsrechter: Cees Bakker                              | |               | 20' Henny Meijer                                                                    | Abma, Leusink |
| 24e speelronde | FC Haarlem                                                                                                | 1 - 1 (1 - 0) | PEC Zwolle '82                                                                      | Opstelling PEC Zwolle '82: |
| 4 april 1987 Plaats: Haarlem Haarlemstadion Toeschouwers: 2.500 Scheidsrechter: Egbert Mulder                             | Ricardo Moniz 9'                                                                                          |               | 72' Mustafa Yücedağ                                                                 | McNulty, Veldwijk |
| 25e speelronde | PEC Zwolle '82                                                                                            | 1 - 1 (1 - 0) | FC Den Haag                                                                         | Opstelling PEC Zwolle '82: |
| 10 april 1987 Plaats: Zwolle Oosterenkstadion Toeschouwers: 4.500 Scheidsrechter: Martin Bannet                           | Wilco van Buuren 30'                                                                                      |               | 56' Marco van Alphen                                                                | |
| 26e speelronde | Excelsior                                                                                                 | 2 - 2 (1 - 1) | PEC Zwolle '82                                                                      | Opstelling PEC Zwolle '82: |
| 20 april 1987 Plaats: Rotterdam Stadion Woudestein Toeschouwers: 1.200 Scheidsrechter: Bep Thomas                         | Jan Sørensen 22' Jan Sørensen 79'                                                                         |               | 30' Alex Kamstra 90' Aziz Doufikar                                                  | |
| 27e speelronde | PEC Zwolle '82                                                                                            | 2 - 0 (1 - 0) | PSV                                                                                 | Opstelling PEC Zwolle '82: |
| 24 april 1987 Plaats: Zwolle Oosterenkstadion Toeschouwers: 10.000 Scheidsrechter: Chris van der Laar                     | Wilco van Buuren 8' Edwin van Ankeren 59'                                                                 |               |                                                                                     | |
| 28e speelronde | FC Groningen                                                                                              | 3 - 0 (0 - 0) | PEC Zwolle '82                                                                      | Opstelling PEC Zwolle '82: |
| 28 april 1987 Plaats: Groningen Stadion Oosterpark Toeschouwers: 7.345 Scheidsrechter: John Blankenstein                  | Johan de Kock 60' Johan de Kock 61' René Eijkelkamp 74'                                                   |               |                                                                                     | Abma, Van Buuren, Veldwijk, Kamstra, Leusink, McNulty, Doufikar, Wilkins, Van Ankeren (78' Yücedağ), F. Booy, Verschoor (78' Pelleboer) Leusink |
| 29e speelronde | Sparta | 2 - 1 (0 - 1) | PEC Zwolle '82                                                                      | Opstelling PEC Zwolle '82: |
| 3 mei 1987 Plaats: Rotterdam Spartastadion Het Kasteel Toeschouwers: 2.000 Scheidsrechter: Jan Dolstra                    | Juul Ellerman 46' Juul Ellerman 61'                                                                       |               | 44' Mustafa Yücedağ                                                                 | Veldwijk |
| 30e speelronde | PEC Zwolle '82                                                                                            | 1 - 1 (0 - 0) | Go Ahead Eagles                                                                     | Opstelling PEC Zwolle '82: |
| 9 mei 1987 Plaats: Zwolle Oosterenkstadion Toeschouwers: 5.000 Scheidsrechter: Arie de Munnik                             | Henny Verschoor 52'                                                                                       | IJsselderby   | 63' Michel Boerebach                                                                | |
| 31e speelronde | SC Veendam                                                                                                | 1 - 4 (0 - 1) | PEC Zwolle '82                                                                      | Opstelling PEC Zwolle '82: |
| 16 mei 1987 Plaats: Veendam Sportpark De Langeleegte Toeschouwers: 22.500 Scheidsrechter: Gerard Geurds                   | Harris Huizingh 63'                                                                                       |               | 9' Foeke Booy 52' Dean Wilkins 64' Foeke Booy 89' Mustafa Yücedağ                   | Abma, Leusink, Kamstra, Veldwijk, Duim, Yücedağ, Van Buuren, Wilkins, McNulty (82' Van Ankeren), F. Booy, Verschoor Van Buuren, Duim            |
| 32e speelronde | PEC Zwolle '82                                                                                            | 3 - 1 (0 - 1) | Fortuna Sittard                                                                     | Opstelling PEC Zwolle '82: |
| 23 mei 1987 Plaats: Zwolle Oosterenkstadion Toeschouwers: 3.000 Scheidsrechter: Arie de Munnik                            | Edwin van Ankeren 46' Aziz Doufikar 51' Foeke Booy 90'                                                    |               | 20' Wim Koevermans                                                                  | |
| 33e speelronde | Ajax | 5 - 2 (3 - 0) | PEC Zwolle '82                                                                      | Opstelling PEC Zwolle '82: |
| 31 mei 1987 Plaats: Amsterdam Stadion De Meer Toeschouwers: 9.000 Scheidsrechter: Wim Egbertzen                           | Marco van Basten 18' Marco van Basten 31' John Bosman 33' Marco van Basten 80' Marco van Basten (pen) 83' |               | 48' Foeke Booy 74' Foeke Booy                                                       | |
| 34e speelronde | PEC Zwolle '82                                                                                            | 3 - 1 (2 - 1) | AZ                                                                                  | Opstelling PEC Zwolle '82: |
| 8 juni 1987 Plaats: Zwolle Oosterenkstadion Toeschouwers: 3.000 Scheidsrechter: Cees Bakker                               | Wilco van Buuren (pen) 35' Wilco van Buuren (pen) 40' Foeke Booy 71'                                      |               | 27' Hans Visser                                                                     | Yücedağ |

### KNVB Beker
| 1e ronde                                                                                               | Barendrecht                               | 0 - 7 (0 - 3)             | PEC Zwolle '82 | Opstelling PEC Zwolle: |
| 11 oktober 1986 Plaats: Barendrecht Sportpark de Bongerd Toeschouwers: 1.400 Scheidsrechter: Jan Hobé  |                                           |                           | 19' Aziz Doufikar 39' Foeke Booy 42' Dean Wilkins 47' Henry Pelleboer 66' Foeke Booy 85' Foeke Booy 87' (pen) Wilco van Buuren |                        |
| 2e ronde                                                                                               | PEC Zwolle '82                            | 2 - 3 n.v. (2 - 2, 1 – 1) | DS '79 | Opstelling PEC Zwolle: |
| 15 november 1986 Plaats: Zwolle Oosterenkstadion Toeschouwers: 2.600 Scheidsrechter: John Blankenstein | Wilco van Buuren (pen) 14' Foeke Booy 85' |                           | 45' (pen) Leen van der Weel 46' Leen van der Weel 93' Theo Kulsdom                                                             |                        |

## Selectie en technische staf

### Selectie 1986/87
| Nr. |                    | Naam                 | Competitie | Competitie | Beker   | Beker   | Totaal  | Totaal  | Seizoen | Vorige club      | Debuut           |         |         |         |         |         |         |
| Nr. | W                  | Naam                 |            | W          |         | W       |         |         | Seizoen | Vorige club      | Debuut           |         |         |         |         |         |         |
|     |                    | Keepers              | Keepers    | Keepers    | Keepers | Keepers | Keepers | Keepers | Keepers | Keepers          | Keepers          | Keepers | Keepers | Keepers | Keepers | Keepers | Keepers |
| --- | ------------------ | -------------------- | ---------- | ---------- | ------- | ------- | ------- | ------- | ------- | ---------------- | ---------------- | ------- | ------- | ------- | ------- | ------- | ------- |
| -   | Vlag van Nederland | Gert Abma            | 13         | 0          | 0       | 0       | 13      | 0       | 1e      | Niet bekend      | 29 maart 1987    |         |         |         |         |         |         |
| -   | Vlag van Nederland | Ad Raven             | 21         | 0          | 0       | 0       | 21      | 0       | 8e      | FC Amsterdam     | 5 april 1980     |         |         |         |         |         |         |
|     |                    | Verdedigers          |            |            |         |         |         |         |         |                  |                  |         |         |         |         |         |         |
| -   | Vlag van Nederland | Alex Kamstra         | 25         | 2          | 0       | 0       | 25      | 2       | 5e      | Go Ahead Eagles  | 15 augustus 1981 |         |         |         |         |         |         |
| -   | Vlag van Nederland | Fred Leusink         | 22         | 1          | 0       | 0       | 22      | 1       | 3e      | Niet bekend      | 11 mei 1985      |         |         |         |         |         |         |
| -   | Vlag van Nederland | Henry Pelleboer      | 12         | 2          | 0       | 1       | 12      | 3       | 6e      | Niet bekend      | 13 februari 1982 |         |         |         |         |         |         |
| -   | Vlag van Nederland | Frank Veldwijk       | 15         | 0          | 0       | 0       | 15      | 0       | 4e      | Niet bekend      | 20 november 1983 |         |         |         |         |         |         |
| -   | Vlag van Nederland | Wim Volkerink        | 3          | 0          | 0       | 0       | 3       | 0       | 3e      | Niet bekend      | 11 mei 1985      |         |         |         |         |         |         |
| -   | Vlag van Nederland | Jan Weggelaar        | 2          | 0          | 0       | 0       | 2       | 0       | 5e      | Ajax             | 21 augustus 1982 |         |         |         |         |         |         |
| -   | Vlag van Nederland | Wilco van Buuren     | 30         | 6          | 0       | 2       | 30      | 8       | 3e      | Ajax             | 20 februari 1985 |         |         |         |         |         |         |
|     |                    | Middenvelders        |            |            |         |         |         |         |         |                  |                  |         |         |         |         |         |         |
| -   | Vlag van Nederland | Alex Booy            | 27         | 5          | 0       | 0       | 27      | 5       | 8e      | Hattem           | 20 februari 1980 |         |         |         |         |         |         |
| -   | Vlag van Marokko   | Aziz Doufikar        | 31         | 7          | 0       | 1       | 31      | 8       | 3e      | Niet bekend      | 3 november 1984  |         |         |         |         |         |         |
| -   | Vlag van Nederland | Edwin Duim           | 26         | 0          | 0       | 0       | 26      | 0       | 3e      | Jeugd            | 30 maart 1985    |         |         |         |         |         |         |
| -   | Vlag van Nederland | Gerrit Visscher      | 5          | 0          | 0       | 0       | 5       | 0       | 7e      | sc Heerenveen    | 27 augustus 1986 |         |         |         |         |         |         |
| -   | Vlag van Engeland  | Dean Wilkins         | 27         | 2          | 0       | 1       | 27      | 3       | 3e      | Leyton Orient FC | 2 september 1984 |         |         |         |         |         |         |
| -   | Vlag van Turkije   | Mustafa Yücedağ      | 16         | 3          | 0       | 0       | 16      | 3       | 1e      | Ajax             | 17 augustus 1986 |         |         |         |         |         |         |
|     |                    | Aanvallers           |            |            |         |         |         |         |         |                  |                  |         |         |         |         |         |         |
| -   | Vlag van Nederland | Edwin van Ankeren    | 20         | 4          | 0       | 0       | 20      | 4       | 2e      | SV Lelystad '67  | 1984             |         |         |         |         |         |         |
| -   | Vlag van Nederland | Foeke Booy           | 34         | 21         | 0       | 4       | 34      | 25      | 2e      | De Graafschap    | 1985             |         |         |         |         |         |         |
| -   | Vlag van Nederland | Peter van der Hengst | 4          | 0          | 0       | 0       | 4       | 0       | 8e      | Ajax             | 3 november 1979  |         |         |         |         |         |         |
| -   | Vlag van Engeland  | Tony McNulty         | 29         | 2          | 0       | 0       | 29      | 2       | 2e      | De Graafschap    | 1985             |         |         |         |         |         |         |
| -   | Vlag van Nederland | Henny Verschoor      | 33         | 5          | 0       | 0       | 33      | 5       | 1e      | DS '79           | 17 augustus 1986 |         |         |         |         |         |         |
| Nr. |                    | Naam                 | W          |            | W       |         | W       |         | Seizoen | Vorige club      | Debuut           |         |         |         |         |         |         |
| Nr. | Competitie         | Competitie           | Beker      | Beker      | Totaal  | Totaal  |         |         | Seizoen | Vorige club      | Debuut           |         |         |         |         |         |         |

### Technische staf
| Naam         | Functie      |
| ------------ | ------------ |
| Co Adriaanse | Hoofdtrainer |

## Statistieken PEC Zwolle '82 1986/1987

### Eindstand PEC Zwolle '82 in de Nederlandse Eredivisie 1986 / 1987
| Stand | Gespeeld | Gewonnen | Gelijk | Verloren | Punten | Doelpunten voor | Doelpunten tegen | Gele kaarten | Rode kaarten |
| ----- | -------- | -------- | ------ | -------- | ------ | --------------- | ---------------- | ------------ | ------------ |
| 14e   | 34       | 10       | 11     | 13       | 31     | 61              | 57               | 20           | 1            |

### Topscorers
| #              | Naam                               | Goal |
| -------------- | ---------------------------------- | ---- |
| 1.             | Foeke Booy                         | 21   |
| 2.             | Aziz Doufikar                      | 7    |
| 3.             | Wilco van Buuren                   | 6    |
| 4.             | Alex Booy                          | 5    |
| 4.             | Henny Verschoor                    | 5    |
| 6.             | Edwin van Ankeren                  | 4    |
| 7.             | Mustafa Yücedağ                    | 3    |
| 8.             | Alex Kamstra                       | 2    |
| 8.             | Tony McNulty                       | 2    |
| 8.             | Henry Pelleboer                    | 2    |
| 8.             | Dean Wilkins                       | 2    |
| 12.            | Fred Leusink                       | 1    |
| Eigen doelpunt |                                    |      |
| –              | Tjalling Dilling (Go Ahead Eagles) | 1    |
| Totaal         | Totaal                             | 61   |

| #      | Naam             | Goal |
| ------ | ---------------- | ---- |
| 1.     | Foeke Booy       | 4    |
| 2.     | Wilco van Buuren | 2    |
| 3.     | Aziz Doufikar    | 1    |
| 3.     | Henry Pelleboer  | 1    |
| 3.     | Dean Wilkins     | 1    |
| Totaal | Totaal           | 9    |

### Kaarten
| #      | Naam             |    |
| ------ | ---------------- | -- |
| 1.     | Foeke Booy       | 3  |
| 1.     | Wilco van Buuren | 3  |
| 1.     | Fred Leusink     | 3  |
| 2.     | Alex Kamstra     | 2  |
| 2.     | Tony McNulty     | 2  |
| 2.     | Frank Veldwijk   | 2  |
| 3.     | Gert Abma        | 1  |
| 3.     | Alex Booy        | 1  |
| 3.     | Aziz Doufikar    | 1  |
| 3.     | Edwin Duim       | 1  |
| 3.     | Mustafa Yücedağ  | 1  |
| Totaal | Totaal           | 20 |

| #      | Naam         |   |
| ------ | ------------ | - |
| 1.     | Alex Kamstra | 1 |
| Totaal | Totaal       | 1 |

| #      | Naam        |   |
| ------ | ----------- | - |
| –      | Geen speler | 0 |
| Totaal | Totaal      | 0 |

### Punten per speelronde
| Speelronde | 1 | 2 | 3 | 4 | 5 | 6 | 7 | 8 | 9 | 10 | 11 | 12 | 13 | 14 | 15 | 16 | 17 | 18 | 19 | 20 | 21 | 22 | 23 | 24 | 25 | 26 | 27 | 28 | 29 | 30 | 31 | 32 | 33 | 34 |
| ---------- | - | - | - | - | - | - | - | - | - | -- | -- | -- | -- | -- | -- | -- | -- | -- | -- | -- | -- | -- | -- | -- | -- | -- | -- | -- | -- | -- | -- | -- | -- | -- |
| Punten     | 0 | 0 | 0 | 1 | 2 | 1 | 2 | 2 | 1 | 0  | 0  | 1  | 1  | 2  | 0  | 2  | 0  | 1  | 0  | 1  | 0  | 2  | 0  | 1  | 1  | 1  | 2  | 0  | 0  | 1  | 2  | 2  | 0  | 2  |

### Punten na speelronde
| Speelronde | 1 | 2 | 3 | 4 | 5 | 6 | 7 | 8 | 9 | 10 | 11 | 12 | 13 | 14 | 15 | 16 | 17 | 18 | 19 | 20 | 21 | 22 | 23 | 24 | 25 | 26 | 27 | 28 | 29 | 30 | 31 | 32 | 33 | 34 |
| ---------- | - | - | - | - | - | - | - | - | - | -- | -- | -- | -- | -- | -- | -- | -- | -- | -- | -- | -- | -- | -- | -- | -- | -- | -- | -- | -- | -- | -- | -- | -- | -- |
| Punten     | 0 | 0 | 0 | 1 | 3 | 4 | 6 | 8 | 9 | 9  | 9  | 10 | 11 | 13 | 13 | 15 | 15 | 16 | 16 | 17 | 17 | 19 | 19 | 20 | 21 | 22 | 24 | 24 | 24 | 25 | 27 | 29 | 29 | 31 |

### Stand na speelronde
| Speelronde | 1   | 2   | 3   | 4   | 5   | 6   | 7   | 8  | 9  | 10 | 11  | 12  | 13  | 14  | 15  | 16  | 17  | 18 | 19  | 20  | 21  | 22  | 23  | 24  | 25  | 26  | 27  | 28  | 29  | 30  | 31  | 32  | 33  | 34  |
| ---------- | --- | --- | --- | --- | --- | --- | --- | -- | -- | -- | --- | --- | --- | --- | --- | --- | --- | -- | --- | --- | --- | --- | --- | --- | --- | --- | --- | --- | --- | --- | --- | --- | --- | --- |
| Stand      | 15e | 16e | 18e | 17e | 12e | 15e | 11e | 9e | 9e | 9e | 11e | 11e | 11e | 10e | 10e | 10e | 10e | 9e | 11e | 11e | 11e | 12e | 12e | 12e | 11e | 11e | 10e | 11e | 11e | 13e | 11e | 10e | 12e | 11e |

### Doelpunten per speelronde
| Speelronde | 1 | 2 | 3 | 4 | 5 | 6 | 7 | 8 | 9 | 10 | 11 | 12 | 13 | 14 | 15 | 16 | 17 | 18 | 19 | 20 | 21 | 22 | 23 | 24 | 25 | 26 | 27 | 28 | 29 | 30 | 31 | 32 | 33 | 34 | Totaal |
| ---------- | - | - | - | - | - | - | - | - | - | -- | -- | -- | -- | -- | -- | -- | -- | -- | -- | -- | -- | -- | -- | -- | -- | -- | -- | -- | -- | -- | -- | -- | -- | -- | ------ |
| Doelpunten | 2 | 2 | 0 | 1 | 2 | 2 | 5 | 4 | 2 | 2  | 1  | 1  | 1  | 5  | 0  | 3  | 2  | 0  | 2  | 1  | 0  | 3  | 0  | 1  | 1  | 2  | 2  | 0  | 1  | 1  | 4  | 3  | 2  | 3  | 61     |